# Емблема Російської республіки
Емблема Російської республіки — офіційний символ Російської імперії (з 14 вересня — Російської республіки) з 21 березня 1917 року до 10 липня 1918 року.

## Історія

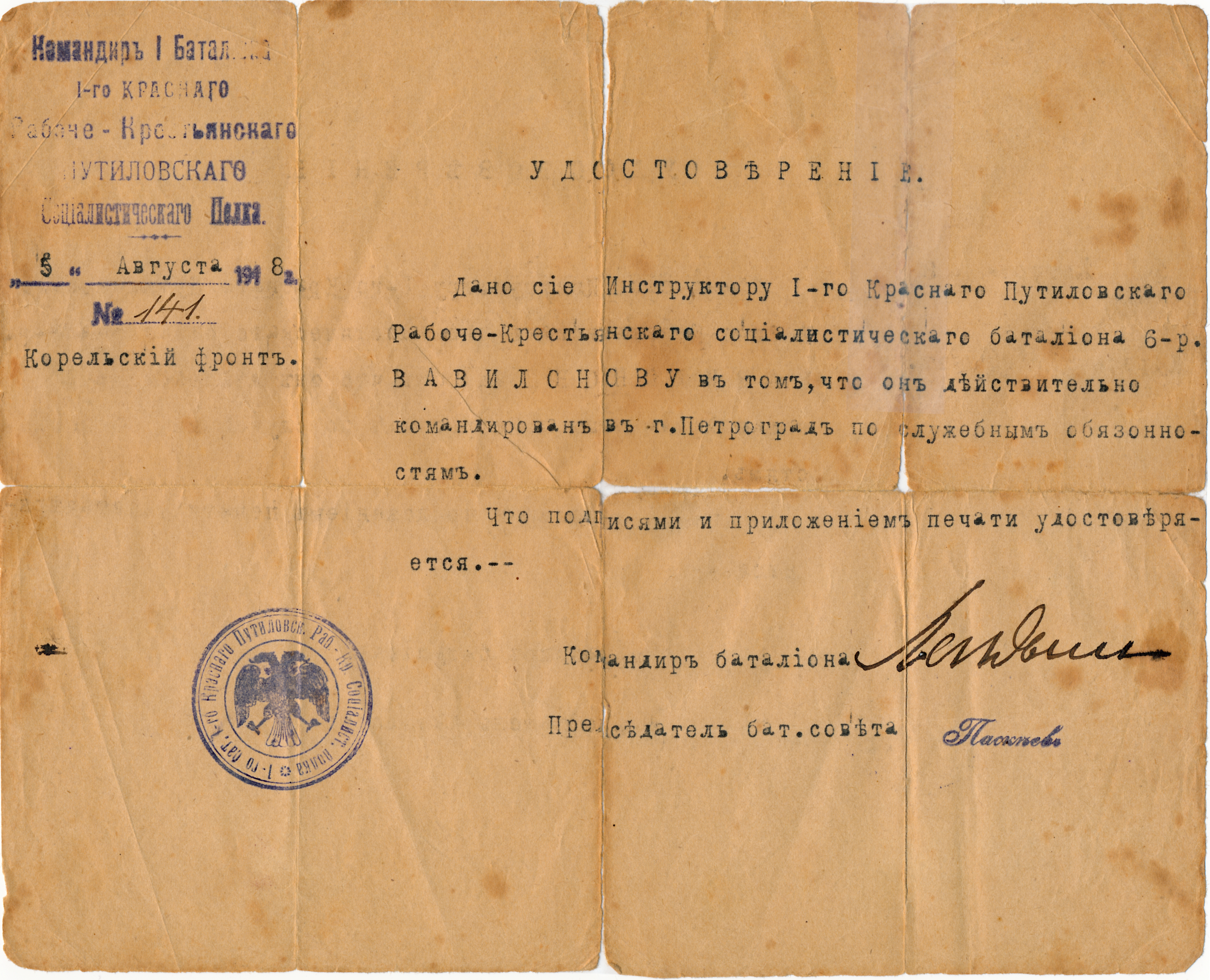
Посвідчення інструктора 1-го червоного Путилівського робітничо-селянського соціалістичного батальйону від 5 серпня 1918 року з печаткою, що містить зображення двоголового орла.

Ескіз емблеми був розроблений групою фахівців, у яку входили відомі геральдисти і художники Владислав Лукомський, Сергій Тройницький, Георгій Нарбут та Іван Білібін. Вважаючи, що нову емблему можуть затвердити тільки Установчі збори, авторський колектив запропонував використовувати як тимчасовий символ двоголового орла епохи великого князя московського Івана III Великого без атрибутів царської влади.

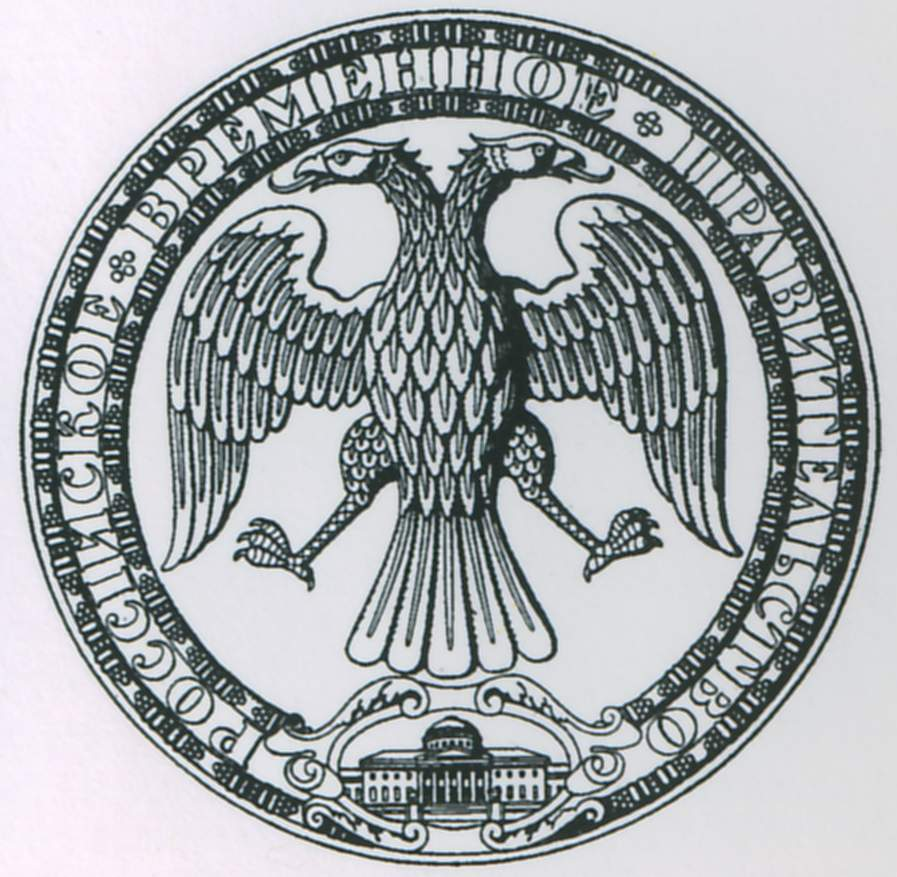
Печатка Тимчасового уряду, малюнок В. Я. Білібіна

Малюнок емблеми був виконаний художником І. Я. Білібіним, затверджений головою Тимчасового уряду князем Георгієм Львовим і міністром закордонних справ Милюковым як зразок для печатки. Малюнок був оприлюднений 7 квітня 1917 року в «Зібранні узаконень і розпоряджень Уряду». Оскільки в своїх основних рисах емблема мала вигляд двоголового орла Російської імперії, що позбавлений державно-монархічної атрибутики, в народі вона отримала зневажливе прізвисько «Ощипанна курка».
Хоча офіційно емблема так і не була затверджена, вона вживалася до прийняття 10 липня 1918 року Конституції РРФСР, якою запроваджувався герб нової держави. Фактично емблема використовувалася і після 10 липня 1918 року у зв'язку з технічними труднощами оперативного виготовлення нових печаток та кліше — наприклад, на армавірських монетах, що випускалися місцевими прихильниками Радянської влади, а також на першій серії радянських банкнот 1918 року.
У сучасній Росії подібний малюнок Білібіна був покладений в основу офіційної емблеми Центрального банку Російської Федерації, в силу чого відтворювався на грошових знаках, що емітуються регулятором . Через це емблему  іноді помилково сприймають як державний герб країни.
Починаючи від 2016 року на аверсі всіх монет, що випускаються, в оформленні яких раніше використовувалося зображення, розміщується державний герб Росії.